# Micromyrtus minutiflora
Micromyrtus minutiflora là một loài thực vật có hoa trong Họ Đào kim nương. Loài này được Benth. mô tả khoa học đầu tiên năm 1867.